# Europawahl in Spanien 2009
Die Europawahl in Spanien 2009 fand am 7. Juni 2009 statt. Sie war Teil der EU-weiten Europawahl 2009, wobei in Spanien 50 der 736 Sitze im Europäischen Parlament vergeben wurden. Sollte der Vertrag von Lissabon während der Legislaturperiode 2009–2014 in Kraft treten, werden vier weitere spanische Abgeordnete in das Parlament nachrücken. Die Wahllokale waren zwischen 9 und 20 Uhr geöffnet.

## Wahlsystem
Die Europawahl erfolgt in Spanien nach dem Verhältniswahlsystem im D’Hondt-Verfahren. Ganz Spanien bildet einen einheitlichen Wahlkreis, es wird keine Sperrklausel angewandt.

## Politisches Vorfeld der Wahl
Wie auch in anderen Ländern wurde die Europawahl 2009 in Spanien vor allem als eine nationale „Testwahl“ wahrgenommen. Sie erfolgte etwas mehr als ein Jahr nach der spanischen Parlamentswahl im März 2008, bei der die PSOE-Minderheitsregierung unter José Luis Rodríguez Zapatero wiedergewählt wurde. Sowohl PSOE als auch die konservative Oppositionspartei PP hatten dabei auf Kosten der kleineren Parteien leicht dazugewonnen. Der Vorsitzende der PP, Mariano Rajoy, galt nach den Wahlen innerparteilich als angeschlagen. Obwohl er auf einem Parteitag Mitte 2008 im Amt bestätigt wurde, wurde seine politische Zukunft in den Medien vielfach mit einem guten Abschneiden bei der Europawahl in Verbindung gebracht.
In den folgenden Monaten erlitt Spanien infolge der internationalen Finanzkrise sowie einer nationalen Immobilienkrise einen wirtschaftlichen Einbruch und stark steigende Arbeitslosigkeit, die ein schlechtes Abschneiden der Regierungspartei PSOE erwarten ließen, der in der Öffentlichkeit häufig mangelnde Tatkraft bei der Bekämpfung der Krise vorgeworfen wurde. Tatsächlich lag in den Umfragen die PP zunächst vorne. Allerdings waren mehrere hochrangige Mitglieder der PP seit Februar 2009 in einen Korruptionsskandal, den sogenannten Caso Gürtel verwickelt, weswegen zunächst von Untersuchungsrichter Baltasar Garzón Ermittlungen eingeleitet wurden. Im Mai 2009 erreichte diese Affäre unter anderem den PP-Ministerpräsidenten der Region Valencia, Francisco Camps, der am 20. Mai als Beschuldigter vernommen wurde. In der Folge holte die PSOE in den Umfragen wieder auf. Die kleinen Parteien profitierten in den Umfragen nicht von der Schwäche der beiden Volksparteien.

## Wahlwerbende Parteien und Listen
Das spanische Parteiensystem zeichnet sich durch eine große Anzahl an Regionalparteien aus. Diese Parteien können in einzelnen Regionen die Mehrheit stellen, kommen jedoch spanienweit nur auf Ergebnisse von 3 % und weniger. Um bei der Europawahl – bei der im Gegensatz zu nationalen Wahlen nicht die Provinzen als Wahlkreise gelten, sondern das ganze Land ein einheitlicher Wahlkreis ist – ihre Chancen auf Mandate zu erhöhen, bilden die Regional- und anderen Kleinparteien deshalb gemeinsame Wahllisten. Diese sind jedoch im Allgemeinen nur Zweckbündnisse, die vor jeder einzelnen Europawahl neu zwischen den Parteien ausgehandelt werden. Obwohl die Parteien einer Liste meistens gewisse programmatische Überschneidungen haben, gehören sie auf europäischer Ebene häufig unterschiedlichen Europaparteien an.
Im Einzelnen traten folgende Wahllisten an:

### PSOE

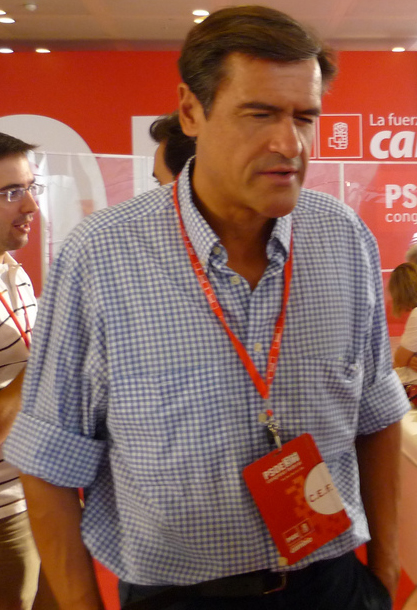
Juan Fernando López Aguilar (2008).

Mitgliedsparteien: Partido Socialista Obrero Español (PSOE), Partit dels Socialistes de Catalunya (PSC)
Spitzenkandidat: Juan Fernando López Aguilar, gefolgt von Ramón Jáuregui und Magdalena Álvarez. Josep Borrell, der 2004–2007 Präsident des Europäischen Parlaments war, trat auf dem letzten Platz der Liste an.
Auf der Liste der PSOE trat auch ihre katalanische Schwesterpartei PSC an. Beide Parteien gehören auf europäischer Ebene der Sozialdemokratischen Partei Europas (SPE) an. Die spanischen Grünen (Confederación de Los Verdes), die bei der Europawahl 2004 noch eine gemeinsame Liste mit der PSOE gebildet hatten, traten 2009 in einem anderen Wahlbündnis an.

### PP

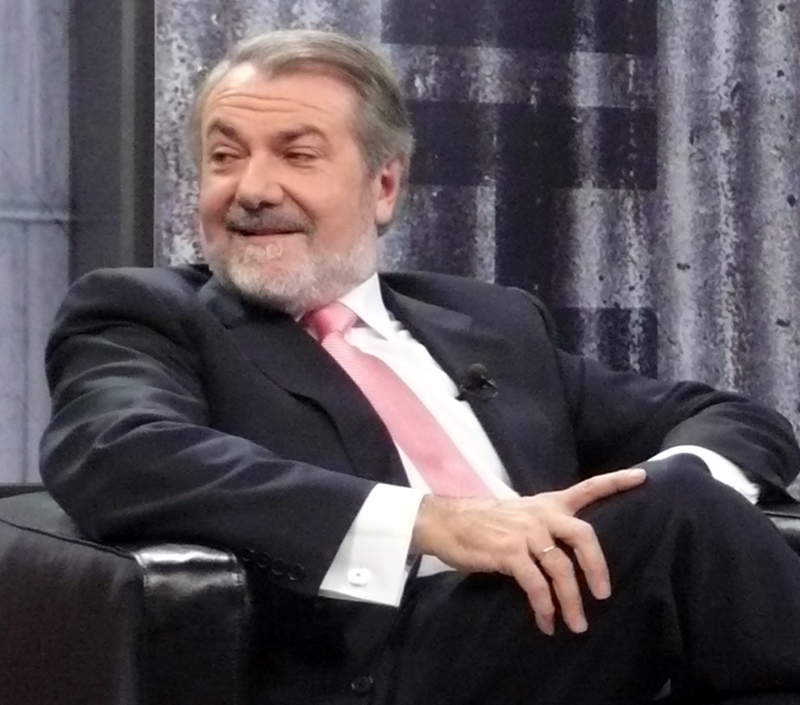
Jaime Mayor Oreja (2009).

Mitgliedsparteien: Partido Popular (PP)
Spitzenkandidat: Jaime Mayor Oreja, gefolgt von Luis de Grandes Pascual und Teresa Jiménez-Becerril Barrio.
Die PP, die auf europäischer Ebene der Europäischen Volkspartei (EVP) angehört, trat allein zur Wahl an. Die navarresische Regionalpartei UPN, die bis 2008 ein festes Bündnis mit der PP hatte, trat nicht zur Europawahl an und kündigte an, dass sie auch keine Wahlempfehlung für eine bestimmte Liste aussprechen würde.

### Coalición por Europa (CEU)
Mitgliedsparteien: Convergència Democràtica de Catalunya (CDC), Unió Democràtica de Catalunya (UDC), Partido Nacionalista Vasco (PNV), Bloc Nacionalista Valencià (Bloc), Unió Mallorquina (UM), Unió Menorquina (UMe), Coalición Canaria (CC) und Partido Andalucista (PA)
Spitzenkandidat: Ramon Tremosa (CDC), gefolgt von Izaskun Bilbao (PNV) und Salvador Sedó (UDC)
Die Coalición por Europa („Koalition für Europa“) umfasst die großen bürgerlich-konservativen Regionalparteien aus Katalonien (CDC, UDC) und dem Baskenland (PNV). Der galicische BNG, der bei der Europawahl 2004 ebenfalls ein Bündnis mit diesen Parteien eingegangen war, beschloss, 2009 nicht an der Liste teilzunehmen, dafür schlossen sich ihr verschiedene andere, kleinere Regionalparteien an. Auf europäischer Ebene gehören die Parteien der Liste ganz unterschiedlichen Parteiengruppierungen an: UDC gehört der Europäischen Volkspartei (EVP) an, CDC und UM sind Teil der Europäischen Liberalen, Demokratischen und Reformpartei (ELDR), die PNV ist Mitglied der Europäischen Demokratischen Partei (EDP) und die PA der Europäischen Freien Allianz (EFA). Die übrigen Parteien der Liste gehören keiner europäischen Partei an.

### Europa de los Pueblos – Verdes (EdP-V)
Mitgliedsparteien: Esquerra Republicana de Catalunya (ERC), Bloque Nacionalista Galego (BNG), Aralar, Eusko Alkartasuna (EA), Chunta Aragonesista (CHA), Entesa per Mallorca (ExM), Els Verds - Confederació Ecologista de Catalunya (EV-CEC) und Confederación de Los Verdes.
Spitzenkandidat: Oriol Junqueras (ERC), gefolgt von Ana Miranda Paz (BNG), Iñaki Irazabalbeitia (Aralar) und Pura Peris (Confederación de Los Verdes)
Die Liste Europa de los Pueblos – Verdes („Europa der Völker – Grüne“) umfasst vor allem linksnationalistische Parteien. Mehrere von ihnen, nämlich ERC, BNG, EA und CHA, gehören auf europäischer Ebene der Europäischen Freien Allianz (EFA) an. Die Confederación de Los Verdes ist Mitglied der Europäischen Grünen Partei (EGP), die im Europaparlament eine gemeinsame Fraktion mit der EFA bildet. Bei der Europawahl 2004 war die Confederación noch auf einer gemeinsamen Liste mit der PSOE angetreten.

### La Izquierda
Mitgliedsparteien: Izquierda Unida (IU), Esquerra Unida i Alternativa (EUiA), Iniciativa per Catalunya Verds (ICV) und Bloque por Asturies (BA).
Spitzenkandidat: Willy Meyer Pleite (IU), gefolgt von Raül Romeva (ICV)
Die Liste La Izquierda („Die Linke“) ist die gemeinsame Liste der spanienweiten Linkspartei IU und ihrer katalanischen Schwesterpartei EUiA (beide Teil der Europäischen Linken) sowie der katalanischen grünen Partei ICV, die Mitglied der Europäischen Grünen Partei (EGP) ist.

### Unión Progreso y Democracia
Mitgliedsparteien: Unión Progreso y Democracia (UPyD)
Spitzenkandidat: Francisco Sosa Wagner
Die 2007 neu gegründete Partei UPyD, die sich als zentristische Alternative zu PP und PSOE sieht und das hohe Gewicht der Regionalparteien in Spanien kritisiert, trat allein zur Europawahl an.

### Libertas-Ciudadanos de España
Mitgliedsparteien: Ciudadanos - Partido de la Ciudadanía (C's), Unión del Pueblo Salmantino (UPS) und Partido Social Demócrata (PSD)
Spitzenkandidat: Miguel Durán Campos, gefolgt von José Manuel Villegas (C's)
Die Liste Libertas-Ciudadanos de España („Libertas-Bürger von Spanien“) wird von der katalanischen Partei C's dominiert, die den katalanischen Nationalismus kritisiert. C's hatte zunächst UPyD eine gemeinsame Wahlliste vorgeschlagen, die jedoch von UPyD abgelehnt wurde. Daraufhin bildete C's zusammen mit einigen anderen Kleinparteien eine gemeinsame Liste namens Ciudadanos de España, die anschließend zu einer Übereinkunft mit der europäischen Partei Libertas kam und als deren spanischer Ableger auftrat. Nach diesem Abkommen wurde der parteilose Miguel Durán Campos, ehemaliger Präsident der Lotterie ONCE und des Fernsehsenders Telecinco, als neuer Spitzenkandidat präsentiert, der Kandidat von C's übernahm den zweiten Platz der Liste.

### Weitere Listen
Außer den genannten Listen, die alle Mitgliedsparteien umfassen, die auch im spanischen oder in einem regionalen Parlament vertreten sind, traten noch zahlreiche weitere Parteien und Parteienverbindungen zur Wahl an: Mit insgesamt 35 Wahlvorschlägen war Spanien dasjenige Land, in dem die meisten verschiedenen Gruppierungen kandidierten. Die Liste der Iniciativa Internacionalista wurde zwar vom spanischen Obersten Gerichtshof Mitte Mai verboten, da in ihr eine Fortsetzung der Tätigkeiten der verbotenen Partei Batasuna gesehen wurde, doch eine Woche später hob das Verfassungsgericht das Urteil wieder auf.

## Umfragen
| Institut                        | Datum      | PP     | PSOE   | CEU   | UPyD  | IU    | EdP-V | Sonstige | Blanco |
| ------------------------------- | ---------- | ------ | ------ | ----- | ----- | ----- | ----- | -------- | ------ |
| La Vanguardia                   | 31.05.2009 | 40,9 % | 42,5 % | 4,9 % | 3,3 % | 3,2 % | 2,2 % | –        | –      |
| Obradoiro de Socioloxía/Público | 31.05.2009 | 42,6 % | 40,0 % | 3,8 % | 2,8 % | 4,0 % | 2,7 % | 3,1      | 1,0    |
| Metroscopia/El País             | 31.05.2009 | 43,0 % | 39,3 % | 5,0 % | 3,0 % | 4,1 % | 3,9 % | –        | –      |
| NC Report/La Razón              | 25.05.2009 | 43,7 % | 41,0 % | 4,5 % | 2,9 % | 3,9 % | 2,0 % | –        | –      |
| CIS (PDF; 68 kB)                | 21.05.2009 | 42,2 % | 42,8 % | 5,1 % | 1,3 % | 3,1 % | 3,6 % | –        | –      |
| NC Report/La Razón              | 11.05.2009 | 42,8 % | 40,0 % | 4,6 % | 3,4 % | 5,1 % | 2,2 % | 1,8 %    | –      |
| Obradoiro de Socioloxía/Público | 10.05.2009 | 44,0 % | 40,0 % | 4,0 % | 3,7 % | 3,5 % | 1,6 % | 2,2 %    | 1,0 %  |
| NC Report/La Razón              | 20.04.2009 | 43,3 % | 39,0 % | 4,8 % | 3,2 % | 5,3 % | 2,2 % | 2,2 %    | –      |
| SigmaDos/El Mundo               | 12.04.2009 | 42,3 % | 37,9 % | 4,3 % | 4,4 % | 5,0 % | 2,2 % | 3,9 %    | –      |
| Obradoiro de Socioloxía/Público | 12.04.2009 | 43,5 % | 39,0 % | 4,8 % | 3,2 % | 4,9 % | 1,9 % | 1,7 %    | 1,0 %  |

## Ergebnis
| Listen                                                               | Listen | Stimmen    | %    | +/-  | Mandate | +/-     |
| -------------------------------------------------------------------- | --- | ---------- | ---- | ---- | ------- | ------- |
|                                                                      | Partido Popular | 6.670.377  | 42,1 | +0,9 | 23 (24) | –1 (±0) |
|                                                                      | Partido Socialista Obrero Español | 6.141.784  | 38,8 | –4,7 | 21 (23) | –4 (–2) |
|                                                                      | Coalición por Europa - Convergència i Unió: Convergència Democràtica de Catalunya – Unió Democràtica de Catalunya: 441.810 Stimmen - Eusko Alderdi Jeltzalea-Partido Nacionalista Vasco: 212.123 Stimmen - Coalición Canaria: 96.297 Stimmen - Partido Andalucista: 26.556 Stimmen - Bloc Nacionalista Valencià: 18.458 Stimmen - Unió Mallorquina – Unió Menorquina: 9.819 Stimmen - Wahlbündnis: 3.183 Stimmen | 808.246    | 5,1  | –0,1 | 2 (3)   | ±0 (+1) |
|                                                                      | La Izquierda (IU – ICV) | 588.248    | 3,7  | –0,4 | 2       | ±0      |
|                                                                      | Unión Progreso y Democracia | 451.866    | 2,9  | Neu  | 1       | Neu     |
|                                                                      | Europa de los Pueblos – Verdes - Esquerra Republicana: 188.864 Stimmen a - Bloque Nacionalista Galego: 103.724 Stimmen - Eusko Alkartasuna – Aralar: 55.200 Stimmen - Verdes: 23.272 Stimmen - Chunta Aragonesista: 13.353 Stimmen - Esquerra Republicana del País Valencià – Verds: 9.807 Stimmen - Wahlbündnis: 718 Stimmen                                                                                    | 394.938    | 2,5  | –0,9 | 1       | ±0      |
|                                                                      | Iniciativa Internacionalista (IzCa – Comuner@s) | 178.121    | 1,1  | Neu  | –       | Neu     |
|                                                                      | Los Verdes – Grupo Verde Europeo (LV-GV – Sonstige) | 89.147     | 0,6  | +0,1 | –       | ±0      |
|                                                                      | Partido Antitaurino Contra el Maltrato Animal | 41.913     | 0,3  | Neu  | –       | Neu     |
|                                                                      | Por un Mundo más Justo | 24.507     | 0,2  | +0,1 | –       | ±0      |
|                                                                      | Libertas España – Ciudadanos | 22.903     | 0,1  | Neu  | –       | Neu     |
|                                                                      | Anticapitalistas | 19.735     | 0,1  | Neu  | –       | Neu     |
|                                                                      | Alternativa Española | 19.583     | 0,1  | Neu  | –       | Neu     |
|                                                                      | Partido Comunista de los Pueblos de España | 15.221     | 0,1  | +0,1 | –       | ±0      |
|                                                                      | Partido Socialista de Andalucía | 13.993     | 0,1  | +0,1 | –       | ±0      |
|                                                                      | Partido Obrero Socialista Internacionalista | 12.344     | 0,1  | ±0,0 | –       | ±0      |
|                                                                      | Partido Familia y Vida | 10.456     | 0,1  | ±0,0 | –       | ±0      |
|                                                                      | Centro Democrático y Social | 10.144     | 0,1  | ±0,0 | –       | ±0      |
|                                                                      | Falange Española de las JONS | 10.031     | 0,1  | ±0,0 | –       | ±0      |
|                                                                      | Democracia Nacional | 9.950      | 0,1  | ±0,0 | –       | ±0      |
|                                                                      | Iniciativa Feminista | 9.721      | 0,1  | Neu  | –       | Neu     |
|                                                                      | Frente Nacional | 7.970      | 0,1  | Neu  | –       | Neu     |
|                                                                      | Sonstige < 0,05 % | 64.098     | 0,4  | ±0,0 | –       | ±0      |
| Votos en blanco                                                      | Votos en blanco | 220.471    | 1,4  | +0,8 | –       | –       |
| Gesamt                                                               | Gesamt | 15.835.767 | 100  |      | 50 (54) | –4 (±0) |
|                                                                      | |            |      |      |         |         |
| Ungültige Stimmen                                                    | Ungültige Stimmen | 99.380     | 0,6  | –0,4 |         |         |
| Wähler                                                               | Wähler | 15.935.147 | 44,9 | –0,2 |         |         |
| Wahlberechtigte                                                      | Wahlberechtigte | 35.492.567 |      |      |         |         |
|                                                                      | |            |      |      |         |         |
| Quellen: Ministerio del Interior – BOE: Ergebnis, Korr., Abgeordnete | |            |      |      |         |         |

Nachdem der Vertrag von Lissabon in Kraft trat, rückten zwei weitere Abgeordnete der PP, einer der PSOE sowie einer des Wahlbündnisses CEU (nämlich Salvador Sedó, UDC) nach.
Das Wahlbündnis EdP-V vereinbarte, dass die gewonnenen Sitze der Liste unter allen Mitgliedern, die in ihren jeweiligen Regionen mehr als 40.000 Stimmen gewonnen hätten, rotieren sollte. Dem Ergebnis nach, müsste das eine gewonnene Mandat daher zwischen ERC, BNG, Aralar und Confederación de Los Verdes rotieren. Es wird erwartet, dass Oriol Junqueras (ERC) den Sitz in den ersten zweieinhalb Jahren einnimmt, Ana Miranda Paz (BNG) und Iñaki Irazabalbeitia (Aralar) jeweils ein Jahr und Pura Peris (Los Verdes) in den letzten sechs Monaten der Legislaturperiode.

## Fraktionen im Europäischen Parlament
| Liste/Partei                   | Liste/Partei                      | Liste/Partei                                       | Liste/Partei                          | Mandate | Fraktion |
| ------------------------------ | --------------------------------- | -------------------------------------------------- | ------------------------------------- | ------- | -------- |
|                                | Partido Popular                   | Partido Popular                                    | Partido Popular                       | 23 / 50 | EVP      |
|                                | Partido Socialista Obrero Español | Partido Socialista Obrero Español                  | Partido Socialista Obrero Español     | 21 / 50 | S&D      |
|                                | Coalición por Europa              |                                                    | Convergència Democràtica de Catalunya | 1 / 50  | ALDE     |
|                                | Coalición por Europa              | Eusko Alderdi Jeltzalea-Partido Nacionalista Vasco | 1 / 50                                | ALDE    |          |
|                                | La Izquierda Plural               |                                                    | Izquierda Unida                       | 1 / 50  | GUE/NGL  |
|                                | La Izquierda Plural               | Iniciativa per Catalunya Verds                     | 1 / 50                                | G/EFA   |          |
|                                | Unión Progreso y Democracia       | Unión Progreso y Democracia                        | Unión Progreso y Democracia           | 1 / 50  | NI       |
|                                | Europa de los Pueblos – Verdes    |                                                    | Esquerra Republicana de Catalunya     | 1 / 50  | GUE/NGL  |
|                                |                                   |                                                    |                                       |         |          |
| Quelle: Europäisches Parlament |                                   |                                                    |                                       |         |          |